# Monastère de Clonmacnoise

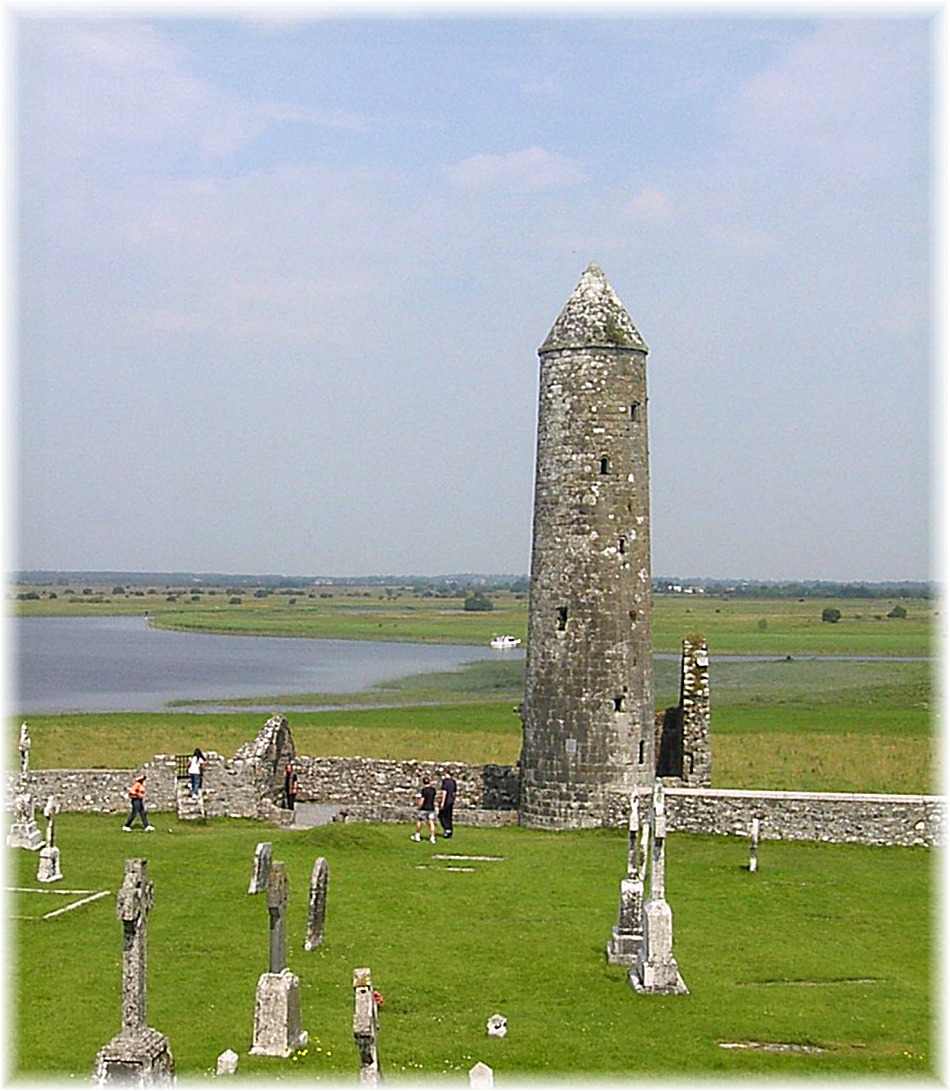
la tour ronde de Clonmacnoise

Le monastère de Clonmacnoise (en irlandais Cluain Mhic Nóis) est situé en Irlande, dans le comté d'Offaly, au bord du fleuve Shannon et au sud de la ville d’Athlone. Le monastère, qui est aussi appelé les sept églises (seven churches), a été fondé c. 544 par celui qui sera ensuite connu comme l'un des douze apôtres de l'Irlande, saint Ciarán.
Le site a été proposé en 2010 pour une inscription au patrimoine mondial et figure sur la « liste indicative » de l’UNESCO dans la catégorie patrimoine culturel.

## Histoire
Ciarán et Enda d'Aran font une nuit le même rêve d'un « Grand Arbre ». Enda l'interprète en conseillant à Ciarán de se rendre dans le centre de l'Irlande, au bord d'un ruisseau et d'y fonder une église. Accompagné de huit compagnons, il arrive sur le site de Clonmacnoise et commence la construction d'une petite église en bois qui deviendra sa sépulture.
L'histoire veut que ce fut à cette occasion que Ciarán rencontra Diarmait mac Cerbaill, qui vivait dans la peur de Túathal Máelgarb. Ciarán bénit Diarmait et lui prédit son accession au trône. Devenu Ard rí, Diarmait offrit à Ciarán des terres pour y bâtir le monastère.
Le monastère grandit en taille et en réputation pour devenir pour un temps le site religieux le plus prestigieux d’Irlande. Son cimetière est supposé contenir les tombes de sept rois de Tara et la sépulture du dernier Ard rí Érenn Ruaidri Ua Conchobair. C’était également un centre de savoir, le « Lebor na hUidre», manuscrit du XIIe siècle conservé à l'académie royale d'Irlande à Dublin, provient de son scriptorium. La richesse du monastère attira la convoitise des rois irlandais, des Anglo-normands et des Vikings qui le pillèrent et l’incendièrent à de nombreuses reprises entre 841 et 1204.
Le déclin de la fréquentation de la route bordant Clonmacnoise au profit de celle passant par Athlone vers le XIIe siècle marque le début du déclin du site. En 1552, la garnison anglaise d’Athlone met le monastère à sac.

## Les bâtiments et les hautes croix

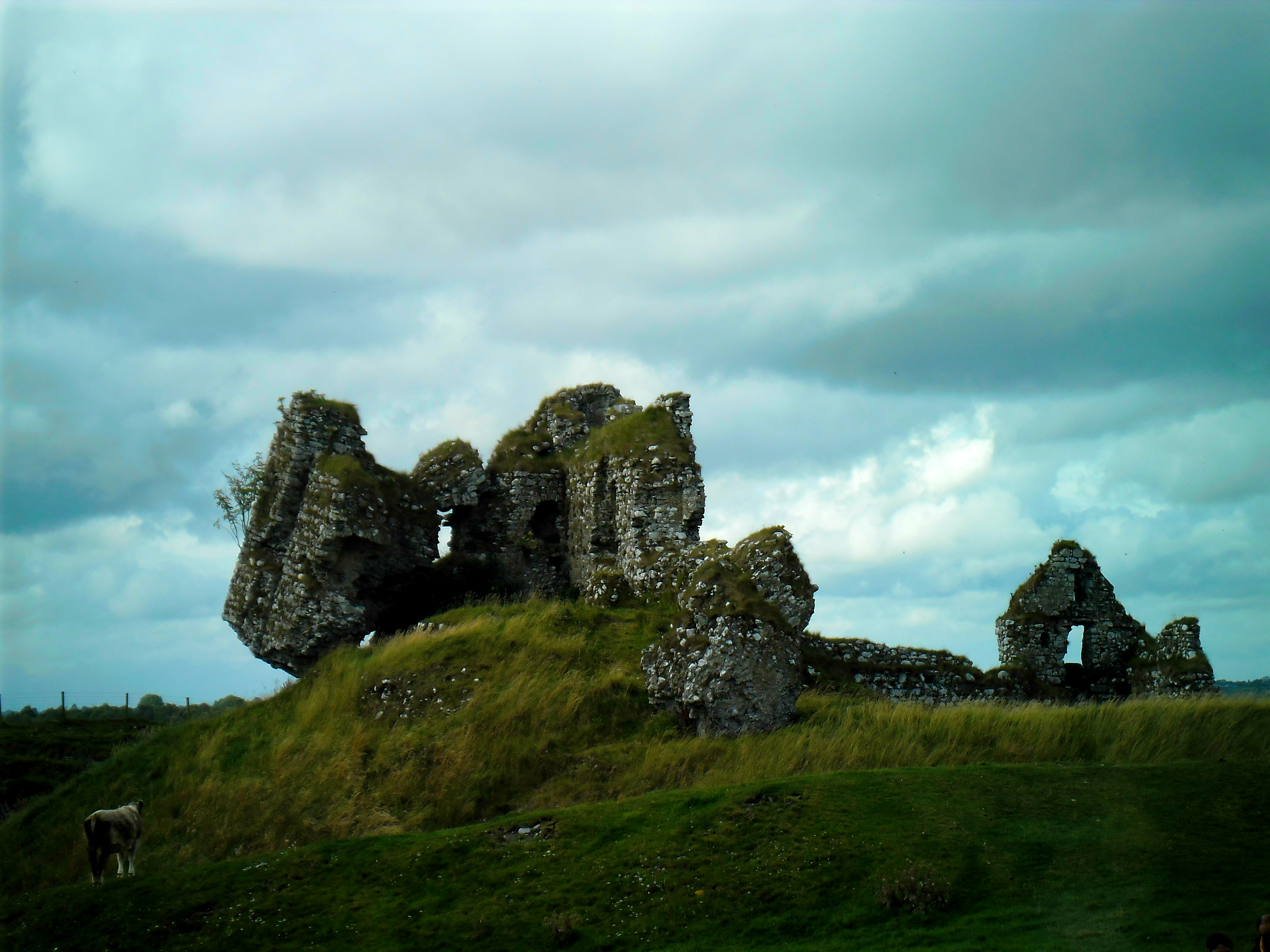
Château de Clonmacnoise

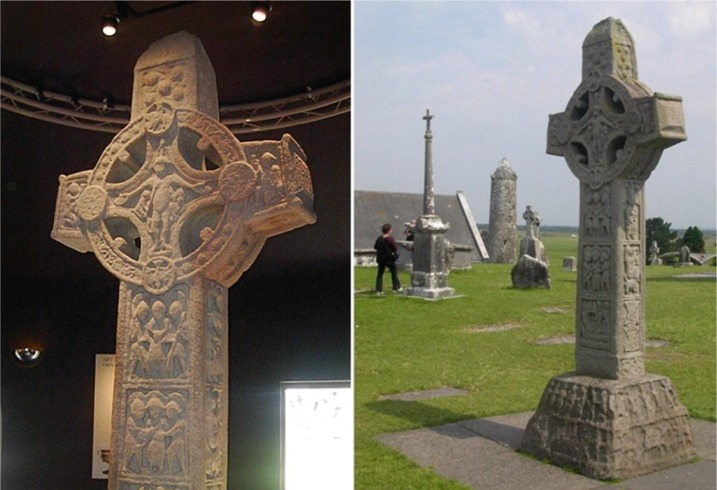
la croix sculptée

1. Temple Finghín. Une église romane avec une tour ronde datant du XIIe siècle. C’est l’une des rares églises de Clonmacnoise qui comprennent un chœur et une nef distincts.
2. Temple Connor. Une église utilisée par l’Église d’Irlande depuis le XIIe siècle.
3. La tour ronde. Selon certains, elle aurait été construite au Xe siècle par Fergal O'Rourke (mort en 964). Le Chronicon Scotorum signale son érection (restauration ?) en 1124 sur ordre de Toirdelbach Ua Conchobair, roi de Connachtet de  Gilla Christ Ua Maoileoin, abbé de Clonmacnoise. Onze ans plus tard, elle fut partiellement détruite par la foudre. Sa partie supérieure, visible de nos jours, a donc été refaite, dans une maçonnerie beaucoup plus fruste. La légende dit que la partie effondrée à cause de la foudre a été réutilisée pour construire le Temple Finghín.
4. North Cross. Il n’en reste que le fût. C’est la plus vieille des quatre grandes croix celtiques érigées sur le site. Elle date d’autour de 800.
5. Temple Kelly
6. Temple Ciarán. Mesurant 2,8 mètres sur 3,8 mètres, c’est la plus petite église de Clonmacnoise. Il est possible que cet édifice contienne la tombe de Ciarán.
7. La croix sculptée dite « Croix des Saintes Écritures ». Cette grand croix irlandaise, en pierre de grès, mesure quatre mètres. Elle s’apparente aux croix de Monasterboice bien qu’étant taillée dans un bloc moins massif que ces dernières. Cette croix celtique est une des plus décorées des croix restant visibles en Irlande. La tête, le fût et le socle sont divisés en panneaux sculptés représentant des scènes parfois difficiles à identifier. La scène du Jugement dernier sur la face est de la tête et celle de la Crucifixion sur la face ouest n’offrent pas de doute possible. Le panneau inférieur sur la face est du fût représente un ecclésiastique sur la gauche et un guerrier sur la droite qui enfoncent une longue perche dans le sol. On a parfois avancé qu’il s’agissait de saint Ciarán et du roi Diarmait mac Cerbaill  plantant le premier poteau d’angle de leur nouvelle église. L’inscription en grande partie mutilée qui se trouve sur les faces est et ouest au pied du fût a fait l’objet de nombreuses controverses mais elle semble commémorer Flann Sinna roi d’Irlande et à Colmán abbé de Clonmacnoise et sculpteur qui fit construire cette croix. Ces deux personnages sont aussi à l’origine de la construction de la cathédrale.
8. La cathédrale (ou daimliag en Irlandais ce qui signifie église de pierre par opposition aux premiers édifices en bois) a été construite en 909 d’après le Chronicon Scotorum par Flann Sinna Roi de Tara et l’abbé Colmán (mort en 921).
9. Temple Melaghlin, construit autour de 1200.
10. South Cross Elle date du IXe siècle, cette croix celtique mesure environ 3,6 m de haut. Sur la face ouest du fût se trouve une scène de Crucifixion. Le style de la décoration est proche des croix de Ahenny, des croix de saint Patrick et saint Colomban à Kells et des croix d’Iona et Kildalton en Écosse.
11. Temple Dowling. Construite au XIe siècle et nommée en hommage à Edmund Dowling qui entreprit de la rénover en 1689.

## Ouvrages
(en) Brendon K. Colvert, Clonmacnois, Author House, 14 août 2014 (ISBN 978-1-4969-8868-3, lire en ligne).